# De Cartago a Sagunto
De Cartago a Sagunto es la quinta novela de la quinta serie o serie final de los Episodios nacionales de Benito Pérez Galdós. Escrita en Santander y Madrid, entre agosto y noviembre de 1911, refleja en su título la actividad cantonalista entre julio de 1873 y enero de 1874, y las insurrecciones provocadas por los republicanos federales «intransigentes».
El relato histórico viene presentado por el extraño personaje narrador de los cuatro último episodios dictados por un Galdós casi ciego, (Tito Liviano, retratado por Pedro Ortiz-Armengol como «el enano cuyos amores se disputan unas cuantas mujeres de tercera y cuarta categoría, (...) poetisas cutres, celestinas; la supuesta hija de una cura, llamada Floriana que hace papel de dama misteriosa...»). Tito, víctima de espasmos neuroimaginarios que el personaje describe como «traqueteo nervioso y epiléptico» víctima del «riesgo desencadenante»; un Tito/Galdós que, aun en medio del caos histórico y la decepción, ya avisaba en el episodio anterior de su generosa vida de amante:

«Es que en mi ser domina el corazón, el amor a la humanidad, el desvivirme por el bien ajeno, antes que por el propio. Confúndese en mi alma, con este sentimiento, otro de la misma calidad y estirpe y es la adoración por la belleza. Soy un bienhechor y un enamorado. (...) Pienso que lo bueno no puede ser totalmente bueno si no ama. (...) Si los enamorados no entraran en el Cielo, el cielo estaría vacío.».
Capítulo XVII La Primera República (Galdós, 1911)

La vida personal del escritor, los mundos literarios de los personajes del «ciclo mitológico» de las Novelas españolas contemporáneas, la incertidumbre histórica y el sometimiento desvalido de la ceguera, componen la trama esencial de un Galdós viejo pero aún activo, que «con su experiencia, encuentra el significado de la Historia», y que ha dejado definitivamente atrás al Galdós joven que «iba a la Historia en busca de la experiencia». Y en su postrero manifiesto, hace que Tito, el personaje esperpéntico que le verbaliza, deambule mezclando sueño, visión y realidad, por una sucesión de lupanares de Madrid, Cartagena, Cuenca y ‘Carquilandia’, para, como escribe Joaquín Casalduero, «mostrar su desprecio por la sociedad beata, mojigata e hipócrita de los últimos Alfonsos; esa sociedad estúpida, ñoña e inmoral, que todo podía aceptarlo menos el escándalo, incapaz como era de escandalizarse de sí misma. (...) Sin sentido religioso y sin sentido moral, los hombres de la Restauración tenían necesidad de una armazón de buenas formas que ocultara el vacío de sus almas y la pobreza de sus vidas...»
Los personajes de la trama fabulada, entre sueños y fantasmagorías asistirán en Cartagena al asedio de la ciudad, y en Madrid a la caída del último gobierno republicano y al profético asalto del Congreso en las Cortes por la Guardia Civil. Y viajarán en pos de las correrías carlistas y, en Cuenca, a la caída de la ciudad y la consiguiente sangrienta represión. A pesar del título del episodio, la acción histórica narrada no llega hasta Sagunto, donde tendrá lugar la restauración monárquica, como avisa el escritor en el último capítulo de esta novela.